# Bund/Länder-Arbeitsgemeinschaft Nord- und Ostsee
Die Bund/Länder-Arbeitsgemeinschaft Nord- und Ostsee (BLANO) ist ein Zusammenschluss des Bundes und der Küstenbundesländer Bremen, Hamburg, Mecklenburg-Vorpommern, Niedersachsen und Schleswig-Holstein. Aufgabe der BLANO ist es, in gemeinsamer Anstrengung die Ziele des Meeresschutzes zu erreichen. Dazu gehört insbesondere die Umsetzung der EG-Meeresstrategie-Rahmenrichtlinie – MSRL.

## Aufbau und Aufgaben
Die Grundlage für die Zusammenarbeit der Bund/Länder-Arbeitsgemeinschaft Nord- und Ostsee bildet das Verwaltungsabkommen Meeresschutz vom 15. Juni 2018. Es löste das Verwaltungsabkommen Meeresschutz aus dem Jahr 2012 ab. Zuvor arbeiteten Bund und Küstenbundesländer bereits in der Arbeitsgemeinschaft Bund/Länder-Messprogramm für die Meeresumwelt von Nord- und Ostsee (ARGE BLMP) zusammen.
In der BLANO wird das Management des deutschen Teils der Nord- und Ostsee im nationalen und internationalen Rahmen abgestimmt und koordiniert. Dazu gehören neben der Umsetzung der EG-Meeresstrategie-Rahmenrichtlinie die EG-Wasserrahmenrichtlinie (WRRL) (Übergangs- und Küstengewässer), aber auch Angelegenheiten der regionalen Meeresschutzabkommen (OSPAR, HELCOM). Auch die gemeinsame Überwachung und Bewertung der Meeresumwelt von Nord- und Ostsee (Bund-Länder-Messprogramm Meeresumwelt Nord- und Ostsee) ist Teil dieser Zusammenarbeit. Zudem werden weitere für den Meeresschutz relevante EU-Richtlinien wie z. B. die Fauna-Flora-Habitat-Richtlinie (FFH-RL) und die Vogelschutzrichtlinie (VRL) einbezogen.
Die Bundesregierung wird vertreten durch das Bundesministerium für Umwelt, Naturschutz, nukleare Sicherheit und Verbraucherschutz (BMUV), das Bundesministerium für Digitales und Verkehr (BMDV) und das Bundesministerium für Ernährung und Landwirtschaft (BMEL). Beteiligte Bundesländer sind die Freie Hansestadt Bremen, vertreten durch die Senatorin für Umwelt, Klima und Wissenschaft, die Freie und Hansestadt Hamburg, vertreten durch die Behörde für Umwelt, Klima, Energie und Agrarwirtschaft, das Land Mecklenburg-Vorpommern, vertreten durch das Ministerium für Klimaschutz, Landwirtschaft, Ländliche Räume und Umwelt, das Land Niedersachsen, vertreten durch das Niedersächsische Ministerium für Umwelt, Energie und Klimaschutz, und das Land Schleswig-Holstein, vertreten durch das Ministerium für Energiewende, Klimaschutz, Umwelt und Natur.
Zur Erfüllung ihrer Ziele hat die Arbeitsgemeinschaft die beiden ständigen Gremien "Bund/Länder-Arbeitsgemeinschaft Nord- und Ostsee" (BLANO) und den "Koordinierungsrat Meeresschutz" (KORA) sowie nachgeordnete Querschnitts-Arbeitsgruppen, Fach-Arbeitsgruppen und Expertenkreise.
Der Vorsitz der BLANO wechselt alle 2 Jahre zwischen dem Bund und den Küstenländern Mecklenburg-Vorpommern, Niedersachsen und Schleswig-Holstein. Die BLANO und ihre Gremien werden durch die Geschäftsstelle Meeresschutz in Hamburg unterstützt.